# تپه مله
تپه مله مربوط به هزاره اول قبل از میلاد است و در شهرستان کوهدشت، بخش مرکزی، دهستان گل گل، ۵۰ متری شمال شرق روستای بره انار واقع شده و این اثر در تاریخ ۲۸ اسفند ۱۳۸۵ با شمارهٔ ثبت ۱۸۸۴۶ به‌عنوان یکی از آثار ملی ایران به ثبت رسیده است.